# Midnight Rambler
"Midnight Rambler" is een nummer van de Britse band The Rolling Stones. Het nummer verscheen niet als single, maar kwam op 5 december 1969 uit als de zesde track op hun studioalbum Let It Bleed.

## Achtergrond
"Midnight Rambler" is, net zoals de meeste Rolling Stones-nummers, geschreven door Mick Jagger en Keith Richards, en geprodceerd door Jimmy Miller. Het nummer vertelt losjes het verhaal van Albert DeSalvo, die bekende dat hij de Boston Strangler was en dertien vrouwen had vermoord in de regio van Boston aan het begin van de jaren '60 van de twintigste eeuw. Richards noemt het nummer een "bluesopera" en "een typisch Jagger/Richards-nummer" en vertelde in de documentaire Crossfire Hurricane uit 2012 dat "niemand anders dat nummer had kunnen schrijven".
In een interview met het tijdschrift Rolling Stone uit 1971 vertelde Richards over "Midnight Rambler": "Normaal gesproken laat je Mick terwijl je schrijft ergens op af gaan en hem dat uit laat zoeken, ga er gewoon in mee en luister ernaar en pak er een aantal woorden uit die tot je doordringen, en daar is het op gebaseerd. Veel mensen klagen nog steeds dat ze de stem niet goed kunnen horen. Wanneer de woorden doorkomen is het goed, wanneer dat niet zo is, is het ook goed, want dat kan voor iedereen duizend verschillende dingen betekenen." In een interview met hetzelfde tijdschrift uit 1995 vertelde Jagger: "Dat is een nummer dat Keith en ik echt samen hebben geschreven. We waren op vakantie in Italië, in het prachtige bergstadje Positano, voor een paar dagen. Waarom we zo'n donker nummer op zo'n prachtige, zonnige plek zouden schrijven, weet ik echt niet. We schreven alles daar - de tempoveranderingen, alles. En ik speel de mondharmonica in kleine cafés, en Keith speelt de gitaar."
De studioversie van "Midnight Rambler" is opgenomen in de lente van 1969 in de Olympic Studios in Londen. Het nummer lijkt op "The Boudoir Stomp" en "Edward's Thrump Up", die de band zonder Richards en Brian Jones, maar met gitarist Ry Cooder en pianist Nicky Hopkins, in april 1969 opnam. Deze nummers werden in 1972 uitgebracht op het album Jamming with Edward! Het congaspel van Jones is moeilijk te horen tijdens het nummer. 
"Midnight Rambler" groeide uit tot een populair nummer tijdens liveoptredens van The Rolling Stones en werd regelmatig uitgerekt tot bijna een kwartier. Jagger kroop tijdens de uitvoering van het nummer rond op het podium en sloeg met zijn riem op de grond. Liveversies van het nummer zijn uitgebracht op de albums Get Yer Ya-Ya's Out! (1970, tevens uitgebracht op het verzamelalbum Hot Rocks 1964–1971 uit 1971), Ladies and Gentlemen: The Rolling Stones (1974), Four Flicks (2003), The Biggest Bang (2007), Sweet Summer Sun: Live in Hyde Park (2013) en Totally Stripped (2016).

## NPO Radio 2 Top 2000
| Nummer met noteringen in de NPO Radio 2 Top 2000 | '99 | '00-'01 | '02 | '03 | '04 | '05  | '06 | '07  | '08 | '09  | '10  | '11  | '12  | '13  | '14  | '15  | '16  | '17  | '18  | '19  | '20  | '21  | '22  | '23  | '24  |
| ------------------------------------------------ | --- | ------- | --- | --- | --- | ---- | --- | ---- | --- | ---- | ---- | ---- | ---- | ---- | ---- | ---- | ---- | ---- | ---- | ---- | ---- | ---- | ---- | ---- | ---- |
| Midnight Rambler                                 | 765 | -       | 924 | 934 | 906 | 1040 | 853 | 1191 | 992 | 1142 | 1204 | 1389 | 1424 | 1069 | 1127 | 1362 | 1624 | 1175 | 1614 | 1547 | 1615 | 1767 | 1687 | 1858 | 1737 |

1. ↑  Een '-' betekent dat het nummer niet was genoteerd en een vetgedrukt getal geeft de hoogste notering aan.